# Lorenzo Annese
Lorenzo Annese (* 18. Oktober 1937 in Alberobello) ist ein italienischer Gastarbeiter, Kommunalpolitiker und ehemaliger Betriebsrat, der in Deutschland wirkte. Als Betriebsrat bei Volkswagen im Werk in Wolfsburg war er der erste ausländische Betriebsrat der Bundesrepublik Deutschland. 2024 wurde ihm der Verdienstorden der Bundesrepublik Deutschland verliehen.

## Leben
Lorenzo Annese wuchs in Apulien als drittes von sechs Kindern auf. Die ersten Jahre waren von Armut geprägt. Der Zweite Weltkrieg hatte die Region hart getroffen und so war Annese bereits als Kind mit siebeneinhalb Jahren gezwungen zum Lebensunterhalt der Familie beizutragen. Er arbeitete als Feldarbeiter für verschiedene Familien und wurde als Teenager Tagelöhner. Er besuchte nur die Abendschule.
Mit 21 Jahren entschied er sich, wie sein älterer Bruder, nach Deutschland auszuwandern. Er kam zunächst nach Bokensdorf in Niedersachsen, wo er bei seinem Bruder unterkam. Bereits am zweiten Abend lernte er seine spätere Frau kennen, mit der er bald zusammenzog. Die junge Familie wurde rassistisch beleidigt. Zunächst arbeitete er in einem Werk für Bimsstein bei Fallersleben. Nachdem er sich mehrfach erfolglos beim VW-Werk in Wolfsburg beworben hatte, stellte er sich heimlich bei einer Werksbesichtigung direkt in der Personalabteilung vor und wurde eingestellt. Er begann im August 1961 beim Karosserierohbau. Dadurch wurde er der erste italienische Gastarbeiter des Volkswagenwerkes.
Nach der Errichtung der Berliner Mauer waren italienische Arbeiter bei VW beliebt. Zwar war es bereits seit dem Anwerbeabkommen zwischen der Bundesrepublik Deutschland und Italien vom 20. Dezember 1955 schon möglich italienische Arbeiter anzuwerben, doch wurde der Bedarf zunächst durch Flüchtlinge aus der DDR gedeckt. 1962 wurde Annese daher zeitweise von der Arbeit freigestellt, um die italienischen Gastarbeiter zu betreuen.
1965 wollte die IG Metall Annese auf die Liste für den Betriebsrat stellen, doch verbot das damalige Betriebsverfassungsgesetz die Wahl von Ausländern. Nach langen Gesprächen mit Betriebsrat, VW und Wahlausschuss wurde die Verfassung schließlich geändert. Annese wurde damit der erste ausländische Betriebsrat der Bundesrepublik Deutschland. Die Position bekleidete er bis zu seinem Ausscheiden aus dem Werk. Sein Einsatz für italienische Gastarbeiter brachte ihm die Spitznamen „Peppone“, „der Mafioso“ und „Monsignore“ ein. Als Betriebsrat organisierte er Tanzabende für Deutsche und Ausländer, gemeinschaftliche Weihnachtsfeiern im Gewerkschaftshaus und kämpfte gegen den Rassismus im Betrieb. Insgesamt leitete er 30 Jahre den Ausländer-Ausschuss bei VW. Daneben war er Vorsitzender des Ausländerbeirats der Stadt Wolfsburg und später für ganz Niedersachsen.
Lorenzo Anese ging später in die Lokalpolitik. Er wurde recht früh SPD-Mitglied, durfte aber als Ausländer nur das passive Wahlrecht ausüben, wogegen er 1985 mit symbolischen Kommunalwahlen demonstrierte. 2001 wurde er schließlich Kommunalrat.
2022 veröffentlichte er seine Memoiren unter dem Titel Vita da Gastarbeiter: Von Apulien zu VW in Wolfsburg im Dietz Verlag. Für seine Verdienste als Betriebsrat wurde er 2024 mit dem Verdienstkreuz am Bande ausgezeichnet.

## Werke
- Lorenzo Annese: Vita da Gastarbeiter: von Apulien zu VW in Wolfsburg: die Geschichte des ersten ausländischen Betriebsrats in Deutschland. Dietz, Bonn 2022, ISBN 978-3-8012-0650-5.